# Проценко Андрій Олексійович
Андрій Олексійович Проценко (нар.20 травня 1988) — український легкоатлет, що спеціалізується у стрибках у висоту. Срібний призер Універсіади, бронзовий призер Чемпіонату світу та срібний — Чемпіонату Європи. Вихованець Херсонського училища фізичної культури.

## Кар'єра

### Універсіада 2013
На літній Універсіаді, яка проходила з 6-о по 17-е липня у Казані Андрій брав участь у змаганнях із стрибків у висоту і здобув срібну нагороду.
Після кваліфікаційних стрибків до фіналу потрапили лише чотирнадцять з 35, серед яких був і Проценко. Фінальні змагання розпочиналися з висоти 210 сантиметрів, яка підкорилася всім, росіяни цю висоту пропустили, коли планка піднімалася вище деякі спортсмени вибували з боротьби за медалі. Коли було необхідно підкорити висоту 2 метри 31 сантиметр залишилося 6 студентів, серед яких був Олімпійський чемпіон Лондона Іван Ухов, але ця висота чемпіону не підкорилася, лише два спортсмени подолали планку на цій висоті: Андрій Проценко та росіянин Сергій Мудров, херсонець використав більшу кількість спроб і таким чином фінішував другим, ставши срібним призером.

### 2014 рік
На Чемпіонаті світу з легкої атлетики у приміщенні у стрибках у висоту із результатом 2 метри 36 см став бронзовим призером. Даний результат став найкращим у кар'єрі.
На Чемпіонат Європи в м. Цюрих (Швейцарія) 15 серпня із результатом 2.33 м виборов срібло, поступившись іншому українцеві Богдану Бондаренку (2.35 м) та випередивши росіянина Івана Ухова (2.30 м).

### 2016 рік
На Чемпіонаті світу у приміщенні з легкої атлетики в Портленді зайняв сьоме місце з результатом 2.29 м. На літніх Олімпійських іграх 2016 у Ріо-де-Жанейро Проценко посів четверте місце, показавши однаковий результат (2.33 м.) з Богданом Бондаренком, який завоював бронзову медаль. На фінальному етапі діамантової ліги 2016 у Брюсселі з результатом 2.29 м також посів четверте місце.

### 2019 рік
Переможець у фіналі «Діамантової ліги-2019» у Цюриху (2,32 м).

### 2021 рік
Через травму спини змушений відмовитись від участі в чемпіонаті Європи з легкої атлетики в приміщенні.

## Виступи на основних міжнародних змаганнях
| Рік  | Чемпіонат                      | Місце проведення        | Місце    | Результат |
| ---- | ------------------------------ | ----------------------- | -------- | --------- |
| 2007 | Чемпіонат Європи серед юніорів | Генгело, Нідерланди     | 2        | 2.21 м    |
| 2009 | Чемпіонат Європи серед молоді  | Каунас, Латвія          | 3        | 2.24 м    |
| 2009 | Чемпіонат світу                | Берлін, Німеччина       | 25 (кв.) | 2.20 м    |
| 2010 | Чемпіонат Європи               | Барселона, Іспанія      | 17 (кв.) | 2.19 м    |
| 2011 | Універсіада                    | Шеньчжень, Китай        | 11       | 2.18 м    |
| 2011 | Чемпіонат світу                | Тегу, Південна Корея    | 27 (кв.) | 2.21 м    |
| 2012 | Чемпіонат світу в приміщенні   | Стамбул, Туреччина      | 15 (кв.) | 2.22 м    |
| 2012 | Чемпіонат Європи               | Гельсінкі, Фінляндія    | 13 (кв.) | 2.23 м    |
| 2012 | Олімпійські ігри               | Лондон, Велика Британія | 9        | 2.25 м    |
| 2013 | Універсіада                    | Казань, Росія           | 2        | 2.31 м    |
| 2013 | Чемпіонат світу                | Москва, Росія           | 23 (кв.) | 2.22 м    |
| 2014 | Чемпіонат світу в приміщенні   | Сопот, Польща           | 2        | 2.36 м    |
| 2014 | Чемпіонат Європи               | Цюрих, Швейцарія        | 2        | 2.33 м    |
| 2015 | Чемпіонат Європи в приміщенні  | Прага, Чехія            | 5        | 2.28 м    |
| 2015 | Чемпіонат світу                | Лондон, Велика Британія | 17 (кв.) | 2.29 м    |
| 2016 | Чемпіонат світу в приміщенні   | Портленд, США           | 7        | 2.29 м    |
| 2016 | Чемпіонат Європи               | Амстердам, Нідерланди   | 9        | 2.24 м    |
| 2016 | Олімпійські ігри               | Ріо-де-Жанейро          | 4        | 2.33 м    |
| 2017 | Чемпіонат світу                | Лондон, Велика Британія | 13 (кв.) | 2.29 м    |
| 2018 | Чемпіонат Європи               | Берлін, Німеччина       | 5        | 2,24 м    |
| 2019 | Чемпіонат Європи в приміщенні  | Глазго, Велика Британія | 2        | 2.26 м    |
| 2019 | Європейські ігри               | Мінськ, Білорусь        | 4        | 2.24 м    |
| 2019 | Чемпіонат світу                | Доха, Катар             | 14 (кв.) | 2.26 м    |
| 2021 | Олімпійські ігри               | Токіо, Японія           | 14 (кв.) | 2.25 м    |
| 2022 | Чемпіонат світу                | Юджин, США              | 3        | 2.33 м SB |
| 2022 | Чемпіонат Європи               | Мюнхен, Німеччина       | 3        | 2.27 м    |
| 2023 | Чемпіонат Європи в приміщенні  | Стамбул, Туреччина      | 2        | 2.29 м    |
| 2023 | Олімпійські ігри               | Париж, Франція          | —        | NM        |

## Державні нагороди
- Орден «За заслуги» II ст. (23 серпня 2022) — за значні заслуги у зміцненні української державності, мужність і самовідданість, виявлені у захисті суверенітету та територіальної цілісності України, вагомий особистий внесок у розвиток різних сфер суспільного життя, відстоювання національних інтересів нашої держави, сумлінне виконання професійного обов'язку.[9]
- Орден «За заслуги» III ст. (15 липня 2019) —За досягнення високих спортивних результатів ІІ Європейських іграх у м. Мінську (Республіка Білорусь), виявлені самовідданість та волю до перемоги, піднесення міжнародного авторитету України[10]
- Орден Данила Галицького (25 липня 2013) — за досягнення високих спортивних результатів на XXVII Всесвітній літній Універсіаді в Казані, виявлені самовідданість та волю до перемоги, піднесення міжнародного авторитету України[11]